# ان-اکسالیل‌گلیسین
ان-اکسالیل‌گلیسین (به انگلیسی: N-Oxalylglycine) با فرمول شیمیایی C۴H۵NO۵ یک ترکیب شیمیایی با شناسه پاب‌کم ۳۰۸۰۶۱۴ است. که جرم مولی آن ۱۴۷٫۱ g/mol می‌باشد. شکل ظاهری این ترکیب، جامد بی‌رنگ است.